# Bíró György (jezsuita)
Bíró György (Kézdipolyán, 1707. október 8. – Kolozsvár, 1785. április 22.) jezsuita rendi tanár.

## Élete
18 éves korában lépett a rendbe és Nagyszombatban végezte a teológiát (1735–1738.); egész életét a felsőbb tantárgyak tanítására fordította. Az ungvári és nagyszombati növendékek kollégiumának főnöke, 1758–1760 között pedig az ungvári rendház főnöke volt. 1761-től a kolozsvári jezsuita akadémián tanított, mellette a nemesek konviktusának régense, a nyomda prefektusa, illetve 1766–1770 között könyvtáros volt. 1773-ban a jezsuita rend feloszlatásakor a tanintézetet felügyelő királyi bizottság Benkő Mihály plébános mellett őt bízta meg a kancellári teendőkkel, az oktatás folytonossága érdekében.

## Munkái
- Oratio panegyrica d. Francisco Xaverio dicta. Tyrnaviae, 1735